# Pseudopanthera flavaria
Pseudopanthera flavaria är en fjärilsart som beskrevs av John Henry Leech 1897. Pseudopanthera flavaria ingår i släktet Pseudopanthera och familjen mätare. Inga underarter finns listade.